# Le Prince aux pieds nus
Le Prince aux pieds nus (titre original : Il principe scalzo) est un roman historique de Laura Mancinelli publié en 1999.

## Résumé
Le jeune Henry IV de la Franconie vit son enfance dans la solitude et la tristesse, réconforté, cependant, par l'abbé Williram von Ebersberg (de), son grand ami et confident.
À l'âge de seize ans, il est contraint d'épouser contre sa volonté une femme qui lui est totalement inconnue.
Pendant ce temps, la situation politique en Allemagne devient de plus en plus instable en raison du nouveau pape, Grégoire VII, à qui l'empereur a toujours eu des désaccords.
Avec le Dictatus papæ de 1076, l'empereur est immédiatement excommunié. Or les puissants sont obligés de demander le pardon du Pape.
Peu après, au Château de Canossa, l'empereur tombe dans un très grand désespoir. Il est très sévèrement atteint et parvient à survivre à sa peine grâce à l'aide et à l'affection de Mathilde.
Après avoir obtenu le pardon du Pape, de retour en Allemagne, il rassemble tous les princes qui lui sont fidèles et passe à nouveau les Alpes dans le but de capturer Grégoire VII.
Malgré le succès de l'entreprise et sa suprématie assurée, Henry est triste: Williram est mort pendant le voyage et Mathilde a épousé son ennemi juré. Il est, en revanche, plus puissant que jamais, mais demeure seul, sans affection.

## Personnages
Le personnage principal est Henri IV de Franconie, un jeune garçon contraint de devenir roi trop tôt et dans une période historique, celle du XIe siècle, plutôt compliquée.
Toujours aidé par son ami fidèle, ainsi que par un compagnon de voyage, l'abbé Williram, une personne de première importance dans le chemin de vie du roi.
Matilde de Canossa, Pape Grégoire VII, les paysans rencontrés au cours du voyage, son fidèle écuyer et le jeune paysan resté après la mort de la famille, transformé en redoutable combattant par Henry et son écuyer.

## Traduction en français
- Le Prince aux pieds nus / trad. par Anne Guglielmetti, éditeur Buchet/Chastel, 2007  (ISBN 978-2-283-02145-3)